# مايكل ماتس
مايكل جون ماتس (من مواليد 9 يونيو 1934) هو سياسي من حزب المحافظين وكان عضواً في البرلمان عن دائرة هامبشاير الشرقية من 1974 إلى 2010. وعُين وزيراً في مكتب أيرلندا الشمالية [الإنجليزية] من 1992 إلى 1993، واستقال بعد أن أضر دعمه لرجل الأعمال الفاشل (واللص المدان لاحقاً) أصيل نادر بسمعته. خسر ماتس انتخابات مفوض الشرطة في هامبشاير في أغسطس 2012، بعد مسيرته الطويلة في وستمنستر.

## الحياة المبكرة والتعليم
ولد ماتس في 9 يونيو 1934 في برينتفورد، ميدلسكس، إنجلترا. وتلقى تعليمه في مدرسة كاتدرائية سالزبوري [الإنجليزية]، ومدرسة بلندل [الإنجليزية]، وكلية الملك في كامبريدج، حيث كان طالب جوقة [الإنجليزية].[بحاجة لمصدر]

## مسيرته

### العسكرية، 1955-1974
انضم ماتس إلى بنادق أولستر الملكية [الإنجليزية]، بالجيش البريطاني، برتبة ملازم ثان في 18 يونيو 1955. وترقى إلى ملازم في 1 فبراير 1957. ونُقل من لجنة خدمة قصيرة إلى لجنة نظامية في 3 يناير 1959.
نُقل ماتس من بنادق أولستر الملكية إلى حرس كوينز دراغون الأول [الإنجليزية] في 10 مارس 1961. وأصبح نقيباً في 9 يونيو 1961، ثم رائداً في 31 ديسمبر 1967.
خدم ماتس لمدة عشرين عاماً في الجيش البريطاني، قبل انتخابه لمجلس العموم، وتركه في 1974 برتبة مقدم مع حرس كوينز دراغون الأول.[بحاجة لمصدر]

### البرلمانية، 1974-2010
خدم مايكل ماتس كعضو في البرلمان لمدة 35 عاماً. انتُخب لأول مرة في الانتخابات العامة في أكتوبر 1974 لبيترسفيلد في هامبشاير، بعد تقاعد جوان كوينيل. أُعيد تسمية الدائرة باسم هامبشاير الشرقية في 1983 واستمر في العمل كعضو في البرلمان حتى الانتخابات العامة لعام 2010، بعد أن أعلن عن نيته في 2006 عدم الترشح مرة أخرى.
شغل ماتس وزير دولة في مكتب أيرلندا الشمالية من 1992 إلى 1993. واستقال بعد فضيحة تتعلق بصلاته برجل الأعمال الهارب أصيل نادر. وتحدى رئيسة مجلس العموم بيتي بوثرويد في خطاب استقالته الذي استغرق 28 دقيقة، من خلال مهاجمة تعامل مكتب مكافحة الاحتيال الخطير [الإنجليزية] مع القضية ضد نادر في انتهاك لقواعد مجلس العموم بشأن القضايا المنظورة أمام القضاء. أدين نادر في النهاية في قضية من عشر تهم بالسرقة بلغت قيمتها 29 مليون جنيه إسترليني.
شغل ماتس منصب رئيس لجنة الدفاع (1987-1992) ومكتب أيرلندا الشمالية (2001-2005) وترأس المجموعة البرلمانية الأنجلو أيرلندية لجميع الأحزاب. وعُين عضواً في المجلس الخاص للمملكة في فبراير 2004.[بحاجة لمصدر]